# Timur Kuran

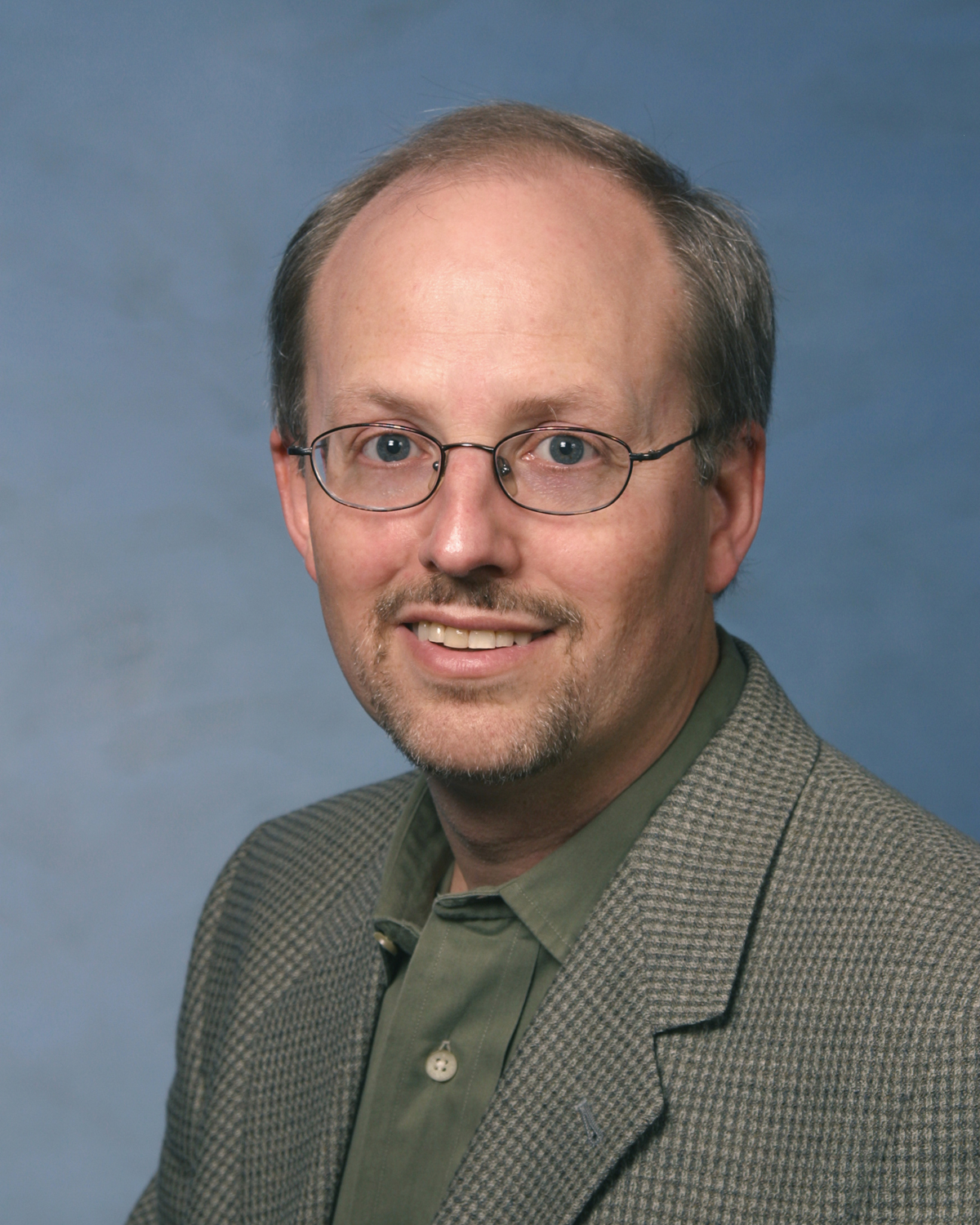
Timur Kuran

Timur Kuran (Nueva York, 1954). Economista y politólogo estadounidense de origen turco. Sus estudios le han llevado hacia la Historia y la Teoría del Derecho. 
Kuran es conocido entre los sociólogos por su teoría de la falsificación de las preferencias, según la cual el conformismo social lleva a muchos a manifestar un consenso público sobre tesis de las cuales no están convencidos en su interior, creando ilusiones ópticas las cuales son después desmentidas por revoluciones no previsibles como la de Irán en 1979, sorprendente para quien daba por buenos los sondeos sobre la presunta popularidad del Shá.

## Biografía
Timur Kuran nació en la ciudad de Nueva York en 1954, donde sus padres eran estudiantes de posgrado en la Universidad de Yale. Regresaron a Turquía y él pasó su primera infancia en Ankara, donde su padre, Aptullah Kuran, enseñaba en la Universidad Técnica de Oriente Medio. La familia se mudó a Estambul en 1969, cuando Aptullah Kuran se unió a al cuerpo docente del Robert College, cuya parte de educación superior se convirtió en la Universidad de Boğaziçi en 1971.
Kuran obtuvo su educación secundaria en Estambul, graduándose de Robert College en 1973. Luego estudió economía en la Universidad de Princeton y se graduó magna cum laude en 1977. Obtuvo su doctorado en la Universidad de Stanford, bajo la supervisión de Kenneth Arrow.
Kuran fue profesor en la Universidad del Sur de California entre 1982 y 2007, donde ocupó la cátedra Rey Faisal en Pensamiento y Cultura Islámicos desde 1993 en adelante. Se trasladó a la Universidad de Duke en 2007, como profesor de Estudios Islámicos de la cátedra Familia Gorter y con un nombramiento conjunto en los departamentos de Economía y Ciencias Políticas.

## Investigación
Cuatro temas se destacan en las obras de Timur Kuran: la falsificación de preferencias, el papel de las instituciones islámicas en el desempeño económico de Medio Oriente, la agenda económica del islamismo contemporáneo y los legados políticos de las instituciones islámicas en Medio Oriente. Los tres últimos temas se benefician de su pasión por coleccionar documentos otomanos y turcos.

### Falsificación de preferencias
Kuran acuñó el término falsificación de preferencias en un artículo de 1987 para describir el acto de tergiversar los deseos de uno bajo presiones sociales percibidas. Implica adaptar las preferencias expresadas a lo que parece socialmente aceptable o políticamente ventajoso. Sus trabajos posteriores argumentan que el fenómeno es omnipresente y que puede tener enormes consecuencias sociales, políticas y económicas. Los efectos dependen de las interdependencias entre las preferencias personales que los individuos eligen expresar públicamente. Una declaración amplia de su argumento se encuentra en Private Truths, Public Lies: The Social Consequences of Preference Falsification. Este libro de 1995 explica cómo la falsificación de preferencias da forma a las decisiones colectivas, orienta el cambio estructural, distorsiona el conocimiento humano y oculta posibilidades políticas.
Un artículo de abril de 1989 de Kuran, “Sparks and prairie fires: A theory of unanticipated political revolution" (Chispas y fuegos de la pradera: una teoría de la revolución política imprevista), presentó la Revolución Francesa (1789), la Revolución Rusa (1917) y la Revolución Iraní (1979) como ejemplos de eventos que sorprendieron al mundo; y explicó cómo la falsificación de preferencias, combinada con las interdependencias entre las preferencias expresadas públicamente, impide la anticipación de terremotos políticos que se explican fácilmente en retrospectiva. Después de las revoluciones de Europa del Este de fines de 1989, Kuran explicó por qué los expertos experimentados del Bloque Comunista fueron tomados por sorpresa en "Now out of Never: The Element of Surprise in the East European Revolution of 1989" (Ahora a partir del nunca: el elemento sorpresa en la revolución de Europa del Este de 1989). Estos documentos y Private Truths , Public Lies sugieren que las revoluciones políticas y los grandes cambios en la opinión pública sorprenderán al mundo repetidamente, debido a la disposición de las personas, bajo las presiones sociales percibidas, para ocultar sus disposiciones políticas.
Kuran ha utilizado su teoría para arrojar luz sobre la persistencia del comunismo de Europa del Este a pesar de sus ineficiencias, por qué el sistema de castas de la India se ha mantenido como una institución poderosa durante milenios, las transformaciones de las relaciones raciales estadounidenses, el agravamiento de las diferencias étnicas conflictos a través de un proceso de autorreforzamiento mediante el cual los símbolos étnicos ganan prominencia y significado práctico, (con Cass Sunstein) y la erupción de la histeria colectiva sobre riesgos menores.

### Islam y desempeño económico de Medio Oriente
A mediados de la década de 1990, Kuran comenzó a explorar los impulsores de la trayectoria económica de Medio Oriente desde el nacimiento del Islam hasta el presente. Su atención se ha centrado en los roles de la ley islámica (Sharia) en la configuración de oportunidades económicas.
Durante los primeros siglos del Islam, observa Kuran, el contenido económico de la ley islámica se adaptaba bien a las condiciones económicas globales. Como tal, el Medio Oriente era una región económicamente avanzada. Posteriormente, no logró igualar la transformación institucional a través de la cual Europa occidental aumentó enormemente su capacidad para aunar recursos, coordinar la producción y realizar operaciones comerciales. Aunque las instituciones económicas de Medio Oriente nunca se congelaron, en ciertas áreas centrales para la modernización económica, los cambios fueron mínimos hasta el siglo XIX, al menos en relación con las transformaciones estructurales en Occidente.
La larga divergencia. La influencia de la ley islámica en el atraso de Oriente Medio es el relato más amplio de esta tesis de Kuran. Allí, sugiere que varios elementos de la ley islámica ayudaron a convertir a Oriente Medio en un rezagado económico. Debido a su carácter igualitario, la ley islámica de la herencia inhibía la acumulación de capital y restringía las necesidades de innovaciones organizativas para ampliar la puesta en común de capital y mano de obra. La falta de un concepto islámico de corporación también obstaculizó el desarrollo organizacional; además, mantuvo a los empresarios políticamente débiles. El waqf, la forma distintiva de truste del Islam, inmovilizó vastos recursos en organizaciones propensas a volverse disfuncionales.
Ninguna de estas instituciones fue desventajosa en su surgimiento, sugiere Kuran; resolvieron problemas identificables. Ninguno provocó una disminución absoluta de la actividad económica. Cada uno se convirtió en una desventaja al perpetuarse durante el milenio en que Europa Occidental encabezó la modernización económica.
Un argumento popular es que el Islam fomenta un ethos conservador que promueve la resistencia a la adaptación. Si el conservadurismo en sí hubiera hecho que Oriente Medio se quedara atrás, dice Kuran, los ajustes se habrían retrasado en todos los ámbitos. Pero incluso cuando las instituciones de la economía privada se estancaron, los sistemas militares y tributarios se reformaron repetidamente. Que las organizaciones comerciales y financieras no se hayan ampliado apunta a una trampa institucional, no a actitudes conservadoras. Las instituciones ineficientes se perpetuaron a sí mismas a medida que sus interacciones debilitaron los incentivos para innovar. Cuando en la década de 1800 el ascenso de Occidente creó una amenaza existencial, siguieron los trasplantes institucionales. Las instituciones prestadas realizan funciones cumplidas desde hace mucho tiempo a través de las instituciones islámicas.
Las instituciones islámicas que retrasaron la modernización económica de Oriente Medio ya no bloquean directamente el desarrollo económico, afirma Kuran. Pero los patrones que fomentaron, incluida la baja confianza en las instituciones, la corrupción desenfrenada y el nepotismo generalizado, están impidiendo que la región se ponga al día.
La investigación de Kuran sobre la historia económica de Medio Oriente se basa en datos recopilados de los archivos de la corte islámica de Estambul. Sus datos de la década de 1600 han sido publicados como un conjunto bilingüe de diez volúmenes.

### Islam y desempeño político de Medio Oriente
Con un enfoque en la historia institucional de Medio Oriente, Kuran ha explorado por qué sus estados modernos tienden a ser gobernados de manera autocrática y por qué a la región le va mal en los índices globales de libertad política y económica. Propone que tres instituciones islámicas jugaron papeles críticos. Aunque diseñado para restringir al Estado, el sistema fiscal original del Islam fue dejado de lado en un par de generaciones. El waqf islámico (a diferencia del waqf moderno, que es una corporación) mantuvo la vida cívica anémica al restringir la participación política y obstaculizar la acción colectiva desde abajo. Y las empresas comerciales privadas permanecieron pequeñas y efímeras, lo que impidió la formación de coaliciones estables capaces de negociar con el estado.

### Documentos otomanos y turcos
En su infancia y juventud, Timur Kuran coleccionaba sellos postales. A medida que comenzó su carrera académica y los focos de investigación cambiaron, sus intereses de coleccionismo se dirigieron a áreas poco estudiadas: (1) la historia postal y la papelería postal otomana y turca; (2) timbres fiscales otomanos y turcos; y, cada vez más, (3) documentos otomanos y turcos, con énfasis en la evidencia relacionada con la modernización de la vida económica y cívica.
En la tercera categoría, sus principales colecciones tratan sobre los siguientes temas: sellos fiscales oficiales y sus usos; ocupaciones otomanas; ocupaciones extranjeras de territorios otomanos; asistencia social privada y semioficial; la imprenta y la edición; banca y seguros; organizaciones políticas; educación; y loterías. Estas colecciones proporcionan datos a la investigación académica en curso de Kuran sobre la modernización otomana y turca desde finales del siglo XVIII.
Es coautor, con Mehmet Akan, del volumen 1 de una trilogía bilingüe prevista sobre la microhistoria del sistema postal turco.

## Obras
- La larga divergencia. La influencia de la ley islámica en el atraso de Oriente Medio (Editorial Universidad de Granada, 2017).
- Islam and Mammon: The Economic Predicaments of Islamism (Princeton, Princeton University Press, 2004)
- Private Truths, Public Lies: The Social Consequences of Preference Falsification (Cambridge, Mass., Harvard University Press, 1995)